# 邦库尔勒布瓦
邦库尔勒布瓦（法語：Boncourt-le-Bois，法語發音：[bɔ̃kuʁ lə bwa]）是法国科多尔省的一个市镇，位于该省东部偏南，属于博讷区。

## 地理
邦库尔勒布瓦（47°8'13"N, 4°59'35"E）面积7.58 平方千米，位于法国勃艮第-弗朗什-孔泰大區科多尔省，该省份为法国中东部省份，北起奥布省，西接涅夫勒省和约讷省，南至索恩-卢瓦尔省，东南接汝拉省，东临上索恩省，东北部与上马恩省接壤。
与邦库尔勒布瓦接壤的市镇（或旧市镇、城区）包括：弗拉热-埃谢佐、阿让库尔、热尔朗、维勒比绍、沃讷-罗马内、尼伊圣乔治。

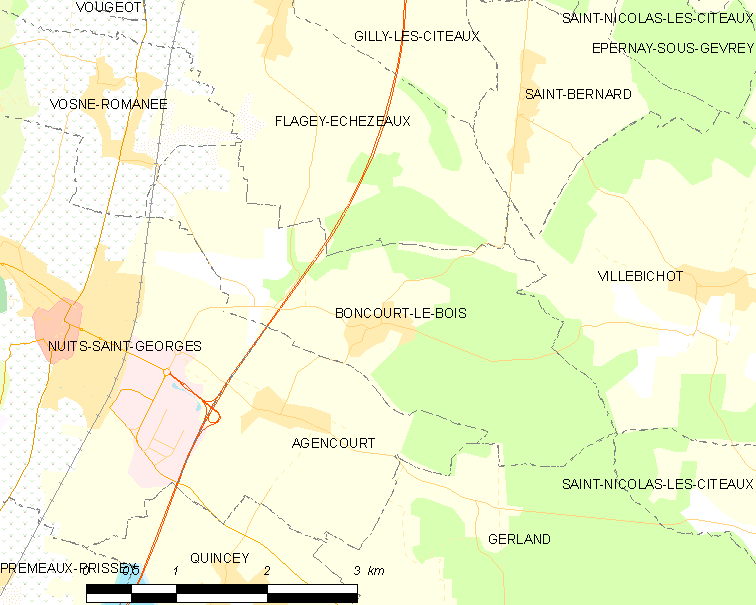
邦库尔勒布瓦的OSM定位图

邦库尔勒布瓦的时区为UTC+01:00、UTC+02:00（夏令时）。

## 行政
邦库尔勒布瓦的邮政编码为21700，INSEE市镇编码为21088。

## 政治
邦库尔勒布瓦所属的省级选区为尼伊圣乔治县。

## 人口

1962-2008年间邦库尔勒布瓦人口变化图示

邦库尔勒布瓦于2022年1月1日时的人口数量为272人。